# Château de Boult
Le château de Boult est un château situé à Boult, en France.

## Description
Précédé de deux terrasses au sud côté village, le logis s'ouvre au nord sur une cour bordée à l'ouest par d'anciennes écuries et à l'est par une basse-cour avec corps de ferme et pigeonnier. Le logis de plan rectangulaire avec des pavillons saillants aux extrémités garde des éléments de décor du XVIIIe siècle (lambris en chêne, cheminée) et un imposant escalier dont le pilier est orné de statues attribuées à Gardaire. Le château ne se visite pas.

## Localisation
Le château est situé sur la commune de Boult, dans le département français de la Haute-Saône. Est situé au nord du village, sur un tertre, face à l'église au sud, également construite sur une hauteur.

## Historique
L'édifice est inscrit au titre des monuments historiques en 1998.Construit vers 1745 par Claude Antoine d'Hennezel, sur les plans de l'architecte sculpteur Claude Damien Gardaire, à la place d'un édifice plus ancien qui était déjà en ruine au XVe siècle.